# Dimanche (film, 2011)
Dimanche est un court métrage d'animation humoristique inspiré par l'enfance de l'animateur Patrick Doyon (en) à Desbiens, Québec. Le film a été nommé à l'Oscar du meilleur court métrage d'animation 2012 et a remporté le prix du Meilleur court ou moyen métrage d'animation au 14e soirée des prix Jutra. Dimanche est son premier film professionnel.

## Fiche technique
- Musique : Luigi Allemano

## Distinction
- Special International Jury Prize, Festival international du film d'animation d'Hiroshima